# Youghal
Youghal (iriska: Eochaill) är en ort på den södra delen av Irland i grevskapet Cork, belägen vid floden Blackwaters mynning längs kusten till Atlanten. Youghal är ett stort turistmål på Irland på grund av de många historiska byggnaderna i staden, exempelvis stadens ringmur. År 2002 hade orten 6 203 invånare och år 2006 hade orten 6 393 invånare.